# Chère
Pour les articles homonymes, voir Chères.
La Chère est une rivière française des départements d'Ille-et-Vilaine et de Loire-Atlantique, dans les régions Bretagne et Pays de la Loire, affluent de rive gauche de la Vilaine, arrosant notamment la ville de Châteaubriant.

## Hydronymie
La Chère est attestée en 864 sous la forme « fluvium qui vocatur Kaer » dans l'acte LVII du cartulaire de Redon.

## Géographie
La Chère prend sa source à proximité de Soudan (au nord-ouest de la forêt de Juigné en Loire-Atlantique à une altitude de 90 m). 
Après avoir effectué de nombreux méandres, la rivière adopte une orientation ouest, direction qu'elle ne quitte plus tout au long de son parcours de 65,1 kilomètres. 
La Chère conflue en rive gauche de la Vilaine (l'exutoire de la Chère se trouve à une altitude de 3 m) non loin de Sainte-Anne-sur-Vilaine dans le département d'Ille-et-Vilaine, à la limite du département de la Loire-Atlantique..

### Communes et cantons traversées
Dans les deux départements de l'Ille-et-Vilaine et la Loire-Atlantique, la Chère traverse les dix communes suivantes de Soudan, Châteaubriant,  Rougé, Saint-Aubin-des-Châteaux, Sion-les-Mines, Mouais, Pierric, Derval, Grand-Fougeray et Sainte-Anne-sur-Vilaine.

### Bassin versant
La Chère traverse quatre zones hydrographiques « La chère de l'Aron (nc) à la Vilaine (nc) » (J783), « L'Aron et ses affluents » (J782), « La Chère du Neant (nc) à l'Aron (nc) » (J781), « la Chère de sa source au Neant (c) » (J780), pour une superficie totale de 455 km2.
Ce bassin versant est composé à 88,16 % de « territoires agricoles », à 8,44 % de « forêts et milieux semi-naturels », à 3,27 % de « territoires artificialisés », à 0,17 % de « surfaces en eau ».

### Organisme gestionnaire
l'Organisme gestionnaire est Eaux et Vilaine qui est un établissement public territorial de bassin (EPTB).

## Affluents
Ses principaux affluents sont en rive droite : l'Aron (26,3 km) ; le Néguéry (7,5 km) ; la Saude (7,5 km) ; et en rive gauche : le Néant (12,1 km).
La Chère a vingt-neuf tronçons affluent référencés dont :
- la Naguais,
- le Pont Pirraud,
- le Beauchêne,
- le Néant (rg), 12,1 km sur les deux communes de Châteaubriant (source) et Saint-Aubin-des-Châteaux (confluence) avec quatre affluents et de rang de Strahler trois.
- le Néguéry (rd), 7,5 km sur les trois communes de Ruffigne (source), Sion-les-Mines et Saint-Aubin-des-Châteaux (confluence), avec trois tronçons affluents : deux affluents et un bras donc de rang de Strahler deux.
- le Méguinel,
- le Pont Sablon,
- l'Etang,
- les Couères,
- la Planche,
- l'Aron (rd), 26,3 km sur huit communes avec douze affluents et de rang de Strahler cinq
- l'Etang du Château,
- la Saude (rd), 7,5 km sur la seule commune de Grand-Fougeray
- le Pas Guillaume
- la Renouilière
- la Mélinais

Le rang de Strahler est donc de six.

## Hydrologie

### La Chère à Derval
Le débit de la Chère a été observé durant une période de 21 ans (1987-2007), à Derval, localité du département de la Loire-Atlantique, située à peu de distance en amont du débouché de la rivière dans la Vilaine.
Le module de la rivière à Derval est de 2,4 m3/s.
La Chère à des débits supérieurs à ce module durant quatre mois (janvier, février, mars et décembre)
La Chère présente des fluctuations saisonnières de débit très importantes, analogues à celles des autres cours d'eau de la Bretagne orientale (bassin de la Vilaine), alternant les hautes eaux d'hiver, au débit mensuel moyen de 4,79 à 7,28 m3/s de décembre à février inclus (maximum en janvier), avec des basses eaux d'été de juin à septembre, entraînant une baisse du débit moyen mensuel jusqu'au niveau de 0,087 m3 au mois d'août (à peine 87 litres par seconde).

### Étiage ou basses eaux
Le VCN3 peut chuter encore bien plus bas, à 0,001 m3/s, en cas de période quinquennale sèche, soit seulement 1 litre par seconde, et le cours d'eau tombe alors quasi à sec.

### Crues
D'autre part les crues peuvent être fort importantes, aggravées comme dans l'ensemble du bassin de la Vilaine (comme de la Mayenne voisine), par l'imperméabilité des sols. En effet, les QIX 2 et QIX 5 valent respectivement 40 et 68 m3/s. Le QIX 10 est de 87 m3/s, le QIX 20 est de 100 m3/s. Quant au QIX 50, il n'a pas été calculé faute de durée d'observation suffisante. 
Le débit instantané maximal enregistré à Derval a été de 105 m3/s le 5 janvier 2001, tandis que la valeur moyenne journalière maximale était de 86,9 m3/s à la même date. En comparant le premier de ces chiffres à l'échelle des QIX exposée plus haut, il apparaît que cette crue était d'ordre vicennal, et donc guère exceptionnelle. 

### Lame d'eau et débit spécifique
Au total, on constate que la Chère est une rivière fort irrégulière. Les probabilités de crue importante sont très élevées. 
La lame d'eau écoulée dans son bassin versant est de 218 millimètres annuellement, ce qui est nettement inférieur à la moyenne française tous bassins confondus. Le débit spécifique (ou Qsp) atteint 6,9 litres par seconde et par kilomètre carré de bassin.